# Castillo de Peel
El castillo de Peel (Peel Castle, en inglés) es un castillo en Peel, Isla de Man, originalmente construido por los vikingos. El castillo se encuentra en la Isla de San Patricio que se conecta a la ciudad por la calzada. En la actualidad es propiedad del Patrimonio Nacional de Man y está abierto a los visitantes durante el verano. 
El castillo fue construido en el siglo XI por los vikingos, bajo el gobierno del rey Magnus III de Noruega. Si bien ya existían otros edificios monásticos celtas construidos con piedras de mayor antigüedad en la isla, las primeras fortificaciones vikingas se hicieron con madera. La sobresaliente torre redonda fue originalmente parte del monasterio celta, pero se agregaron almenas en una fecha posterior. A principios del siglo XIV, la mayoría de los muros y las torres fueron construidos principalmente de piedra arenisca roja, la cual es abundante en la zona. Después del fin del reinado de los vikingos, el castillo siguió siendo usado por la iglesia debido a la catedral que había sido construida allí, pero fue finalmente abandonado en el siglo XVIII. 
El castillo se mantuvo fortificado y se añadieron nuevas posiciones defensivas incluso hasta 1860. En la actualidad, gran parte de los edificios dentro del castillo, tales como la catedral, se encuentran en ruinas, pero las paredes exteriores se mantienen intactas. Las excavaciones de 1982-1987 revelaron un extenso cementerio, así como los restos de la fortaleza de madera original de Magnus III. Los hallazgos más espectaculares fueron la tumba del siglo X de "La Dama Pagana", que incluía un buen ejemplo de un collar vikingo y un alijo de monedas de plata que data de alrededor de 1030. El "residente" más famoso del castillo es Moddey Dhoo o el fantasma Perro Negro. 
El castillo aparece hoy en el reverso de los billetes de £10 emitidos por el Gobierno de la Isla de Man. 
El castillo de Peel se confunde a veces con el castillo Piel, ubicado en Isla de Piel, a unos 30 kilómetros al este del mar de Irlanda. Esto sucede de manera particular en referencia al poema de William Wordsworth cuando describe Piel, ya que escribe su nombre como Peele. Más confusión se añade por el hecho de que Wordsworth documentó haber visitado el castillo de Peel y escribió acerca de la Isla de Man en un gran número de ocasiones.
El castillo fue, entre 1995 y 1996, uno de los bienes de la Lista Indicativa de Reino Unido.